# Fuga in Italia
Fuga in Italia è un libro scritto da Mario Soldati, originalmente pubblicato da Longanesi Editore nel 1947 e in una nuova edizione il 9 dicembre 2004 con la Sellerio Editore.

## Trama
Nel 1943, durante l'armistizio, lo scrittore scappa da Roma per dirigersi a Napoli per evitare problemi con la giustizia a causa del suo impegno politico. L'opera racconta l'esperienza di quel viaggio, effettuato sia in treno che in bicicletta, dal 14 settembre al 3 ottobre, attraverso le persone incontrate durante il cammino.

## Edizioni
- Mario Soldati, Fuga in Italia, Sellerio Editore, 2004, ISBN 8838919755.